# تاکایوکی کوندو
تاکایوکی کوندو (انگلیسی: Takayuki Kondo; ۵ ژوئن ۱۹۷۸ – ) صداپیشه اهل ژاپن بود. وی از سال ۱۹۹۷ میلادی تاکنون مشغول فعالیت بوده‌است.